# Fagerblommossa
Fagerblommossa (Schistidium elegantulum) är en bladmossart som beskrevs av H. Blom 1996. Fagerblommossa ingår i släktet blommossor, och familjen Grimmiaceae. Enligt den finländska rödlistan är arten sårbar i Finland. Arten är reproducerande i Sverige. Artens livsmiljö är kalkstensklippor och kalkbrott. Inga underarter finns listade i Catalogue of Life.